# Batalha do Porto de Midi
A Batalha do Porto de Midi refere-se a uma batalha entre os partidários governo de Abd Rabbuh Mansur Hadi, apoiados pela Coalizão Árabe, e o governo dos Houthis. Embora o porto tenha sido tomado pelas forças pró-Hadi, os combatentes houthis e os comitês populares passariam a realizar alguns ataques na região de Midi. O conflito também alastra-se para o restante da região de Hajjah. Em 26 de janeiro de 2017, as forças pró-Hadi ampliaram o controle para o distrito de Harad, na região de Hajjah.

## A batalha
A batalha começou em 19 de dezembro de 2015, quando os lealistas capturaram a cidade de Haradh depois que duros combates deixaram algumas dezenas de mortos em ambos os lados. A região portuária era um local de significado muito estratégico para os houthis haja vista utilizavam o Porto de Midi para trazer armas para a sua capital, Saná, e para usar a fronteira circundante para lançar mísseis contra aldeias da Arábia Saudita. No final de dezembro, os lealistas avançaram muito rapidamente, pois conseguiram capturar a área circundante, repelindo os houthis. Os combatentes houthis sofreriam ataques aéreos pela Arábia Saudita e sua coalizão.
Em 7 de janeiro de 2016, os lealistas capturaram o Porto de Midi depois de relatos de fortes combates, mas apesar de perderem a área, os houthis, juntamente com um batalhão de tropas leais ao ex-presidente Ali Abdullah Saleh, ainda mantêm o controle sobre um longo trecho do litoral.